# غوردون ويلي
غوردون راندولف ويلي (بالإنجليزية: Gordon Randolph Willey)‏ (من مواليد 7 مارس 1913 - والمُتوفى في 28 أبريل 2002) هو عالم آثار أمريكي وصفه الزملاء بأنه «عميد» علم الآثار في العالم الجديد. قام ويلي بعمل ميداني في الحفريات في أمريكا الجنوبية وأمريكا الوسطى وجنوب شرق الولايات المتحدة؛ وكان رائدًا في تطوير ومنهجية نظريات أنماط الاستيطان. وعمل كأنثروبولوجي لمؤسسة سميثسونيان وأستاذًا في جامعة هارفارد.

## خياته المُبكرة وتعليمه
وُلد غوردون راندولف ويلي في شاريتون بولاية أيوا. انتقلت عائلته إلى كاليفورنيا عندما كان في الثانية عشرة من عمره، وأتم تعليمه الثانوي في لونغ بيتش. التحق ويلي بجامعة أريزونا حيث حصل على البكالوريوس (1935) والماجستير (1936) في علم الإنسان، وحصل على درجة الدكتوراه من جامعة كولومبيا.

## حياته المهنية
بعد الانتهاء من دراسته في أريزونا، انتقل ويلي إلى ماكون بولاية جورجيا لأداء العمل الميداني لصالح آرثر راندولف كيلي جنبًا إلى جنب مع جيمس أ فورد الذي ساعد ويلي على تنفيذ وصقل الطبقات الجيولوجية، وهو مفهوم جديد للمواقع الأثرية الجورجية. عمل ويلي أيضًا في الموقع التاريخي لكاسيتا، في جورجيا بيدمونت بالقرب من فورت بينينج. في عام 1938، نشر ويلي مقالا بعنوان «دراسات الزمن: الفخار والأشجار في جورجيا». وفي أوائل عام 1939، عمل ويلي في موقع تلال لامار وموقع القرية (الذي كان مأهولًا من 1350 إلى 1600 م) بالقرب من ماكون وحدد العلاقات بين لامار وخليج سويفت (حوالي 100-800 م) وتاريخ الغابة خلال فترة نابير (900-1000 م).
التحق ويلي في خريف عام 1939 بجامعة كولومبيا لاستكمال دراسات الدكتوراه. وبعد حصوله على درجة الدكتوراه، عمل ويلي كأخصائي علم الإنسان في مؤسسة سميثسونيان في واشنطن العاصمة.
في عام 1941، بالتعاون مع مارشال ت. نيومان، أجرى ويلي أبحاثًا في المواقع الأثرية في بيرو ، بما في ذلك في منطقة لاس كوليناس.
قام ويلي برئاسة بعثات أثرية في بيرو وبنما ونيكاراغوا وبليز وهندوراس. اكتشف سيراميك موناجريل، أقدم الفخار المعروف في بنما. استهر غوردون على نطاق واسع بسبب دراسته وتطوير نظريات حول نمط المستوطنات في المجتمعات المحلية. أظهرت دراسته حول أنماط الاستيطان في وادي فيرو في بيرو على وجه الخصوص آثار علمية عملية لأنها ركزت على وظيفة المستوطنات الساتلية الصغيرة والسيراميك المنتشرة عبر المناظر الطبيعية بدلاً من كرونولوجي الفخار.

## التكريمات ومراتب الشرف
حصل ويلي في عام 1973 على جائزة الميدالية الذهبية للإنجاز الأثري المتميز من معهد الآثار في أمريكا. وانتخب زميلا في الأكاديمية الأمريكية للفنون والعلوم في عام 1952. كما حصل على جائزة كيدر Kidder للاحتفال في مجال علم الآثار الأمريكية من الجمعية الأمريكية للأنثروبولوجيا وميدالية هكسلي Huxley من المعهد الملكي للأنثروبولوجيا. وحصل أيضًا على الدكتوراه الفخرية من جامعة أريزونا وجامعة كامبردج.